# 凱米湖
66°38′N 27°34′E / 66.633°N 27.567°E

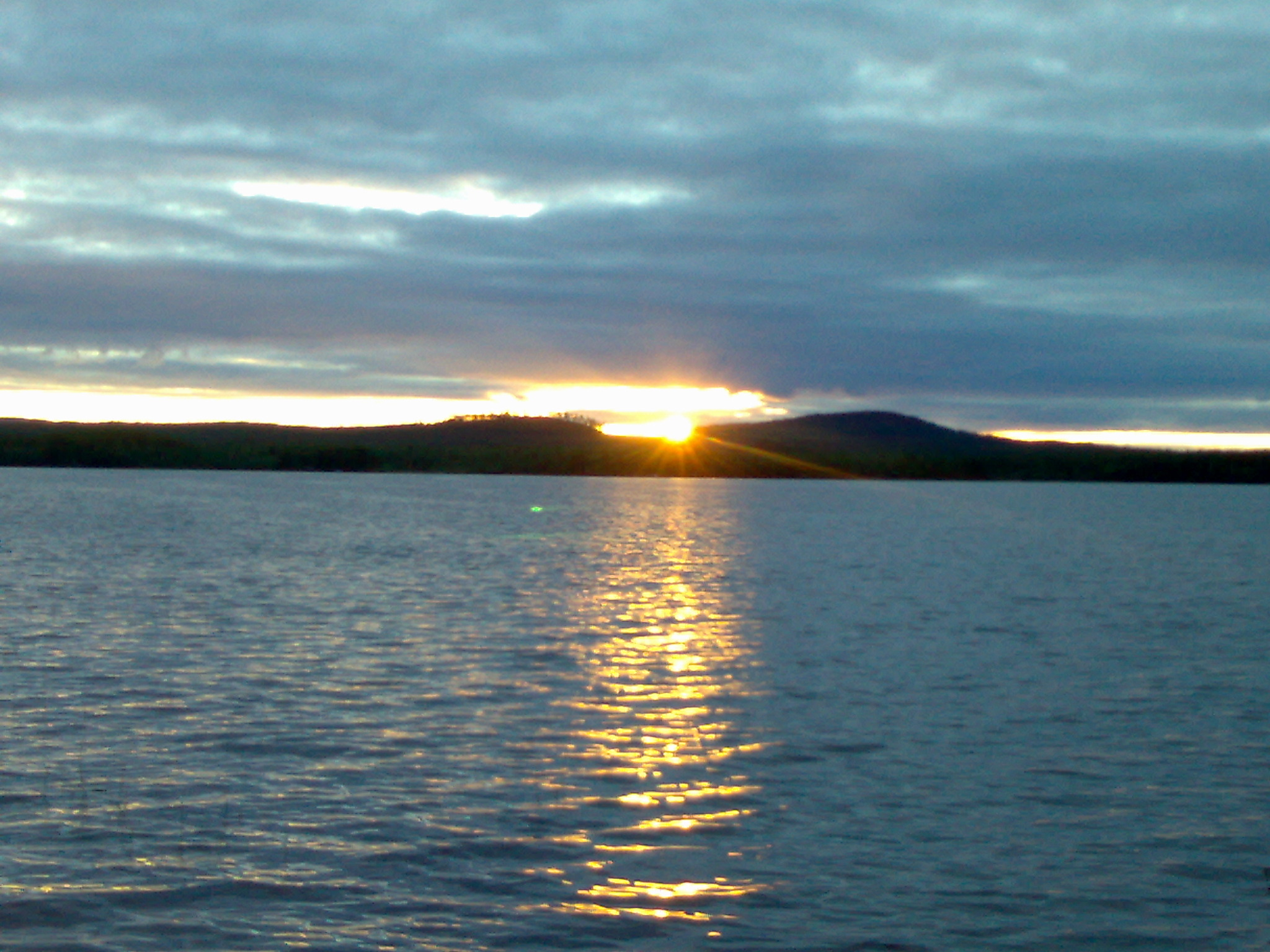
黃昏下的凱米湖

凱米湖（芬蘭語：Kemijärvi）是芬蘭的湖泊，位於北部拉普蘭區，長80公里，面積230.91平方公里，海拔高度148.8米，集水區面積25,792平方公里，蓄水量11.5億立方米，湖畔城鎮有凱米耶爾維。